# Navenne
Navenne település Franciaországban, Haute-Saône megyében. Lakosainak száma 1591 fő (2022. január 1.). Navenne Vesoul, La Demie, Échenoz-la-Méline és Quincey községekkel határos.

## Népesség
A település népességének változása:
| Lakosok száma | 1710 | 1675 | 1723 | 1660 | 1642 | 1623 | 1605 | 1596 | 1591 |
|               | 2013 | 2015 | 2016 | 2017 | 2018 | 2019 | 2020 | 2021 | 2022 |